# Wu Chih-Chi
Wu Chih-Chi (chinesisch 胡志智, Pinyin Hú Zhìzhì; * 4. November 1986 in Penghu) ist ein ehemaliger taiwanischer Tischtennisspieler. Von 2003 bis 2014 nahm er an insgesamt 11 Weltmeisterschaften teil.
Von 2005 bis 2007 spielte er in der Bundesliga für den TTV Gönnern.

## Turnierergebnisse
| Verband | Veranstaltung            | Jahr | Ort               | Land | Einzel        | Doppel        | Mixed      | Team |
| ------- | ------------------------ | ---- | ----------------- | ---- | ------------- | ------------- | ---------- | ---- |
| TPE     | Weltmeisterschaft        | 2014 | Tokio             | JPN  |               |               |            | 3    |
| TPE     | Weltmeisterschaft        | 2013 | Paris             | FRA  | letzte 128    | letzte 64     | letzte 64  |      |
| TPE     | Weltmeisterschaft        | 2012 | Dortmund          | GER  |               |               |            | 7    |
| TPE     | Weltmeisterschaft        | 2011 | Rotterdam         | NED  | letzte 128    | letzte 32     |            |      |
| TPE     | Weltmeisterschaft        | 2010 | Moskau            | RUS  |               |               |            | 17   |
| TPE     | Weltmeisterschaft        | 2009 | Yokohama          | JPN  | letzte 64     | letzte 32     | letzte 64  |      |
| TPE     | Weltmeisterschaft        | 2008 | Guangzhou         | CHN  |               |               |            | 6    |
| TPE     | Weltmeisterschaft        | 2007 | Zagreb            | CRO  | letzte 128    | letzte 64     | letzte 128 |      |
| TPE     | Weltmeisterschaft        | 2005 | Shanghai          | CHN  | letzte 64     | letzte 64     | letzte 128 |      |
| TPE     | Weltmeisterschaft        | 2004 | Doha              | QAT  |               |               |            | 7    |
| TPE     | Weltmeisterschaft        | 2003 | Paris             | FRA  |               | letzte 32     | letzte 64  |      |
| TPE     | World Team Cup           | 2015 | Dubai             | UAE  |               |               |            | 3    |
| TPE     | World Team Cup           | 2013 | Guangzhou         | CHN  |               |               |            | 2    |
| TPE     | Pro Tour Grand Finals    | 2011 | London            | ENG  |               | Viertelfinale |            |      |
| TPE     | Pro Tour Grand Finals    | 2008 | Macao             | MAC  |               | Silber        |            |      |
| TPE     | Jugend-Weltmeisterschaft | 2004 | Kōbe              | JPN  | Halbfinale    | letzte 16     | letzte 32  | 5    |
| TPE     | Jugend-Weltmeisterschaft | 2003 | Santiago de Chile | CHI  | Viertelfinale | Viertelfinale | letzte 16  | 2    |